# Ali Lobasi
Ali Lobasi (makedonsky: Али Лобаси) je zaniklá vesnice v Severní Makedonii. Nachází se v opštině Radoviš v Jihovýchodním regionu.

## Geografie
Ali Lobasi leží v centrální části opštiny Radoviš, v oblasti Juruklak. Vzhledem k tomu, že vesnice leží na jižním svahu hory Plačkovica, je hornatá a leží v nadmořské výšce 930 metrů. Katastr vesnice má rozlohu 4,8 km2.
Vesnicí prochází krajská silnice 2431.

## Demografie
Podle záznamů Vasila Kančova zde v roce 1900 žilo 50 obyvatel turecké národnosti.
Nejvíce obyvatel měla vesnice v roce 1953, kdy zde žilo 181 obyvatel. Od té doby docházelo k postupnému vylidňování, naposledy se zde k trvalému bydlišti lidé hlásili v roce 1981, kdy zde žilo posledních 9 obyvatel.
| Rok          | 1900 | 1948 | 1953 | 1961 | 1971 | 1981 |
| ------------ | ---- | ---- | ---- | ---- | ---- | ---- |
| Obyvatelstvo | 50   | 178  | 181  | 51   | 13   | 9    |